# Gimnazjum Władysława Giżyckiego w Warszawie
Gimnazjum Władysława Giżyckiego – prywatna szkoła średnia w Warszawie, założona w 1915 przez Władysława Giżyckiego, który był również jej dyrektorem.

## Historia
Szkoła powstała w 1915 w Moskwie pod nazwą Szkoła Realna, na polecenie Polskiego Komitetu Pomocy Ofiarom Wojny. Była przeznaczona dla dzieci uchodźców z Królestwa Polskiego. W 1918 szkoła została przeniesiona do Warszawy, gdzie rozpoczęła działalność jako Wyższa Szkoła Realna.
Szkoła miała profil matematyczno-przyrodniczy. Początkowo mieściła się w dwóch niedużych lokalach wynajmowanych na terenie miasta, lekcje odbywały się po południu. Pierwszy egzamin dojrzałości odbył się wiosną 1920. W tym samym roku szkoła została przeniesiona na Wierzbno do pałacyku oraz sąsiednich budynków dawnego zakładu wodoleczniczego przy ul. Puławskiej 113, położonego w 60 morgowym parku. Opuszczone budynki i park wymagały rewitalizacji i dostosowania do potrzeb szkoły, ale już 1 października 1920 szkoła rozpoczęła działalność w tym miejscu. Z czasem na terenie parku powstały: boisko do gry w piłkę nożną, place do siatkówki i koszykówki, kort tenisowy, a także tor saneczkowy i ślizgawka; ustawiono również ławki, gdyż lekcje często odbywały się na świeżym powietrzu. Założono ogród botaniczny, w którym uczniowie uprawiali warzywa i rośliny ozdobne. W 1922 szkola dysponowała dobrze wyposażonymi pracowniami i laboratoriami, a także salą do pokazów kinematograficznych z projektorem filmowym i epidiaskopem. Urządzono również warsztaty: ślusarski, stolarski i introligatorski. Po dziesięciu latach obok boiska zbudowano salę gimnastyczną, która służyła również jako sala teatralna oraz dodatkowe pawilony na sale lekcyjne. 
W czasie okupacji niemieckiej szkoła działała pod szyldem szkoły ogrodniczej, prowadząc tajne nauczanie. Podczas powstania warszawskiego została zniszczona; po 1945 placówki nie reaktywowano.
4 i 5 października 1947 odbył się I, a 8 i 9 lutego 1958 – II zjazd byłych nauczycieli i wychowanków szkoły.

## Nauczyciele (m.in.)
- Tadeusz Breyer[11]
- Jan Cynarski[12]
- Jadwiga Dobrucka[13]
- Zygmunt Dworakowski
- Stanisław Furmanik
- Stanisław Kaliszewski
- Klemens Kolasiński[12]
- Jan Karlicki[12]
- Stanisław Leśniewski[11]
- Władysław Natolski[12]
- Zygmunt Okniński
- Władysław Olędzki
- Oktawia Opólska-Danecka[7]
- Zygmunt Orłowicz[14]
- Maria Pajerska
- Stanisław Pleśniewicz
- Leon Pomirowski
- Mieczysław Pożaryski[11]
- Henryk Raabe
- Wacław Sierpiński[11]
- Wojciech Świętosławski[11]
- Tadeusz Wolski
- Apolonia Anna Wrzesińska
- Zofia Zielińska[12]

## Absolwenci i uczniowie (m.in.)
- Gustaw Billewicz
- Markus Chejfec
- Wacław Chyrosz
- Juliusz Bogdan Deczkowski
- Zofia Dillenius
- Konstanty Ildefons Gałczyński
- Jan Hoppe
- Andrzej Klimowicz
- Leszek Kosiński
- Wojciech Krzemiński
- Jerzy Liebert
- Ludomir Marczak
- Bronisław Opacki
- Stefan Pruszkowski
- Leszek Raabe
- Jan Rabanowski
- Cezary Różycki[15]
- Eugeniusz Sawrymowicz
- Stanisław Skowroński
- Józef Marian Sosnowski
- Wacław Struszyński
- Włodzimierz Szumilin
- Czesław Ścisłowski
- Zbigniew Wilma
- Wacław Zaorski